# Хелджен, Кристофер
Кристофер Майкл Хелджен (англ. Kristofer Michael Helgen; родился 14 марта 1980, Фридли, штат Миннесота, США) — американский зоолог.

## Биография
Увлекался зоологией с раннего детства, поставив перед собой задачу составить полный список обитающих на Земле млекопитающих. Окончил Гарвардский университет (2001), в студенческие годы приступив к работе в университетском Музее сравнительной зоологии. В 2007 году получил степень PhD в Университете Аделаиды. В настоящее время занимает должность куратора отдела млекопитающих в Национальном музее естественной истории в Вашингтоне, также преподаёт в Университете Джорджа Мейсона. В 2009 году удостоен Национальным географическим обществом звания Подающий надежды исследователь (англ. Emerging explorer).
Хелджен известен как первооткрыватель целого ряда новых видов животных. По его собственным словам, их число приближается к сотне, из них около 25 уже описаны в опубликованных научных работах. Широкое внимание привлекло открытие Хелдженом в 2009 году на острове Новая Гвинея, в кратере потухшего вулкана Босави, гигантской крысы, предварительно названной «шерстистая крыса Босави» (англ. Bosavi woolly rat). Полевые исследования в различных регионах мира Хелджен сочетает с изучением музейных коллекций и работой по пересмотру таксономии млекопитающих. Так, начиная с 2003 года Хелджен занимался систематизацией материалов, связанных с родом олинго (Bassaricyon), в 19 музеях и коллекциях, установив, что среди них присутствуют образцы, относящиеся к ранее не описанному виду, а в 2006 году он с группой исследователей отправился на поиски этого животного в высокогорные районы Эквадора, в так называемые туманные леса, на которые указывали обнаруженные образцы, — и в скором времени обнаружил там представителей этого вида, который назвал Bassaricyon neblina, опубликовав официальное сообщение об этом в середине августа 2013 года после проведения молекулярных исследований ДНК.
Таксоны, описанные Кристофером Хелдженом:
- Роды:
  - Halmaheramys Fabre, Pagès, Musser, Fitriana, Semiadi & Helgen, 2013
  - Mirimiri Helgen, 2005
  - Neomonachus Slater & Helgen, 2014
- Виды:
  - Bassaricyon neblina Helgen, Pinto, Kays, Helgen, Tsuchiya, Quinn, Wilson & Maldonado, 2013
  - Halmaheramys bokimekot Fabre, Pagès, Musser, Fitriana, Semiadi & Helgen, 2013
  - Halmaheramys wallacei Fabre, Reever, Fitriana, Aplin & Helgen, 2018
  - Hydromys ziegleri Helgen, 2005
  - Leptomys arfakensis Musser, Helgen & Lunde, 2008
  - Leptomys paulus Musser, Helgen & Lunde, 2008
  - Melomys paveli Helgen, 2003
  - Microhydromys argenteus Helgen, Leary & Aplin, 2010
  - Microperoryctes aplini Helgen & Flannery, 2004
  - Myotis attenboroughi Moratelli, Wilson, Novaes, Helgen & Gutiérrez, 2017
  - Mayermys germani Helgen, 2005
  - Pteralopex flanneryi Helgen, 2005
  - Spilocuscus wilsoni Helgen & Flannery, 2004
  - Trachypithecus popa Roos, Helgen, Miguez, Thant, Lwin, Lin, Lin, Yi, Soe, Hein, Myint, Ahmed, Chetry, Uhr, Veatch, Duncan, Kamminga, Chua, Yao, Matauschek, Meyer, Liu, Li, Nadler, Fan, Quyet, Hofreiter, Zinner & Momberg, 2020
- Подвиды:
  - Lagostrophus fasciatus baudinettei Helgen & Flannery, 2003